# Encholirium luxor
Encholirium luxor är en gräsväxtart som beskrevs av Lyman Bradford Smith och Robert William Read. Encholirium luxor ingår i släktet Encholirium och familjen Bromeliaceae. Inga underarter finns listade i Catalogue of Life.